# Balingen

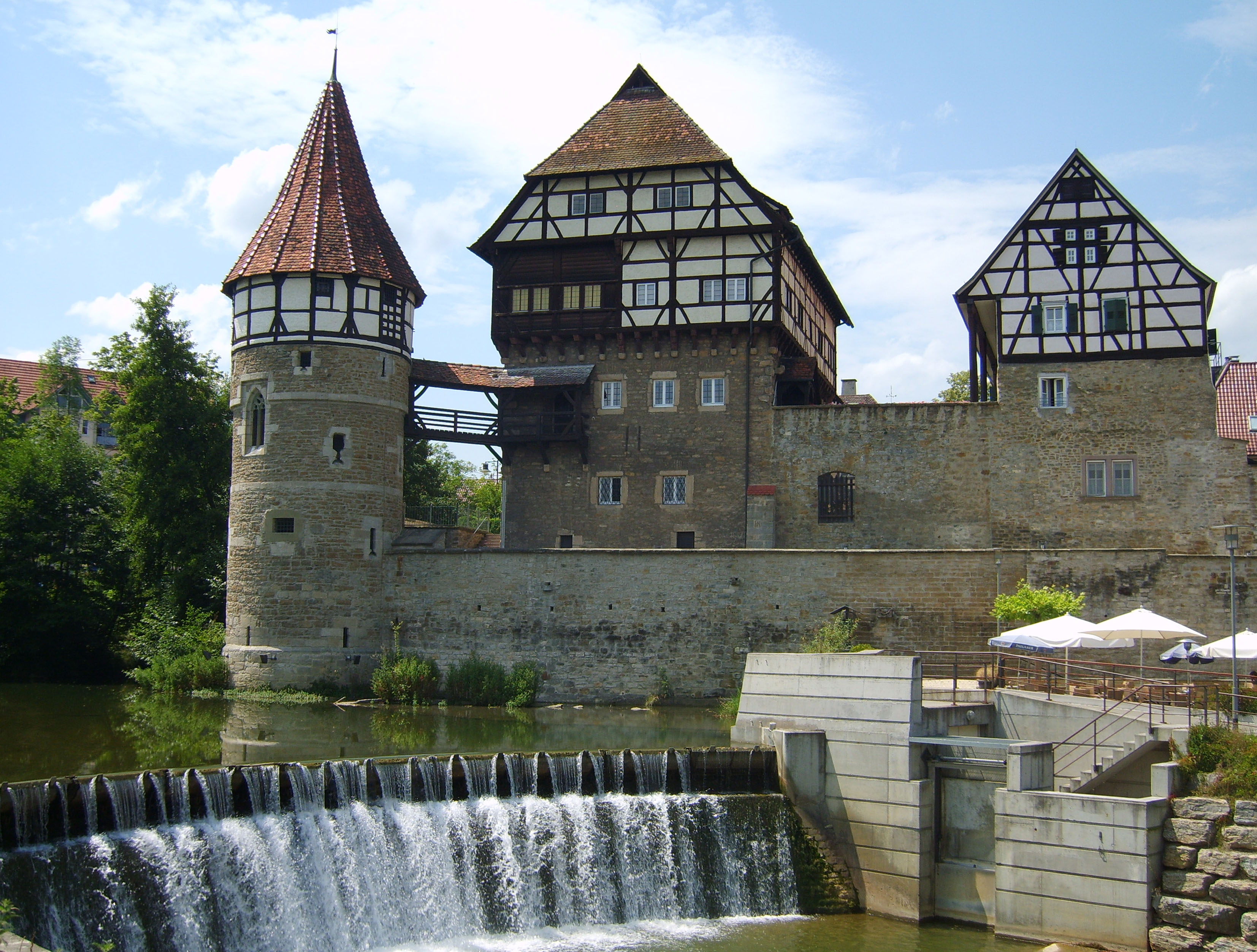
Castillo de Balingen junto al río Eyach.

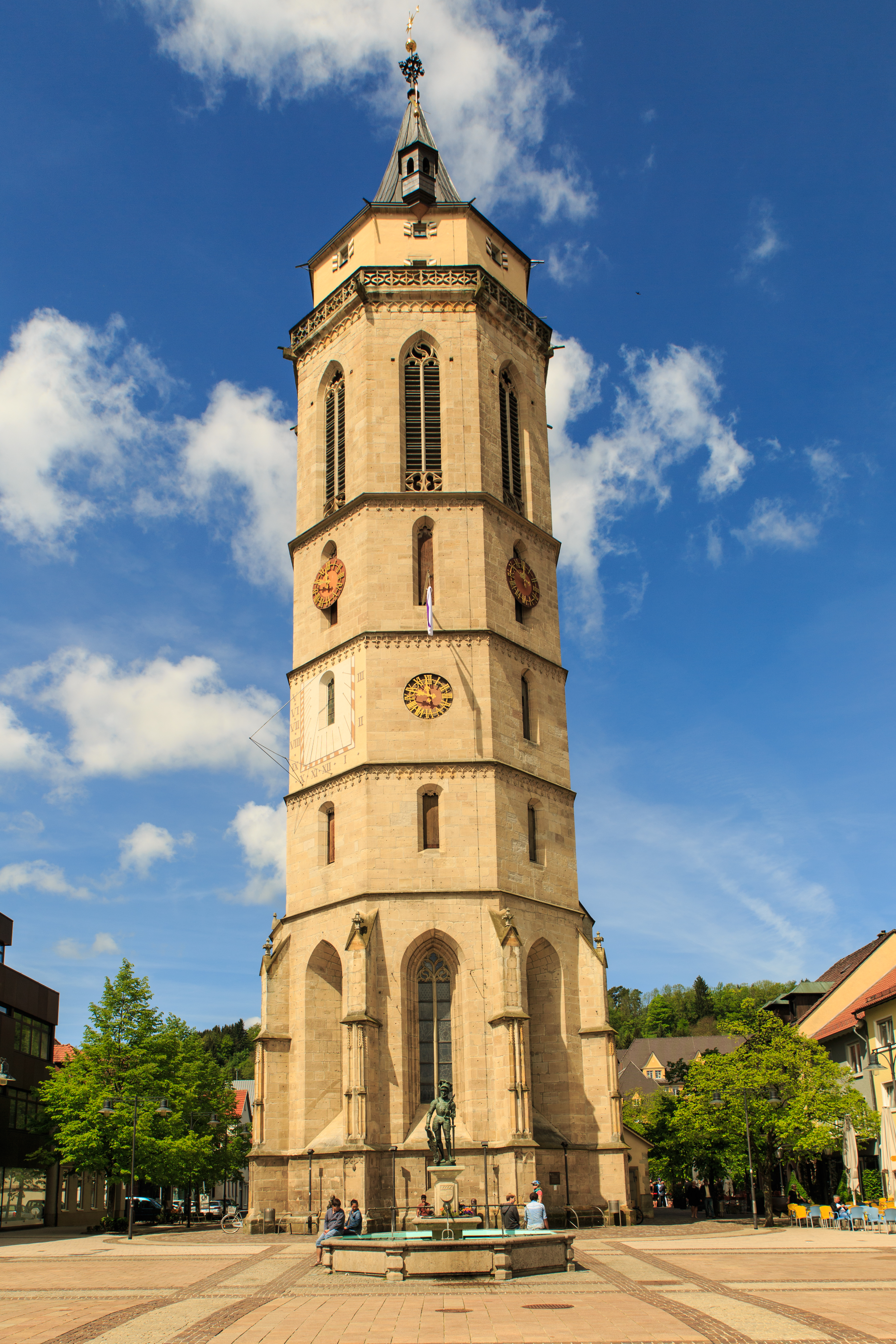
Iglesia protestante de Balingen.

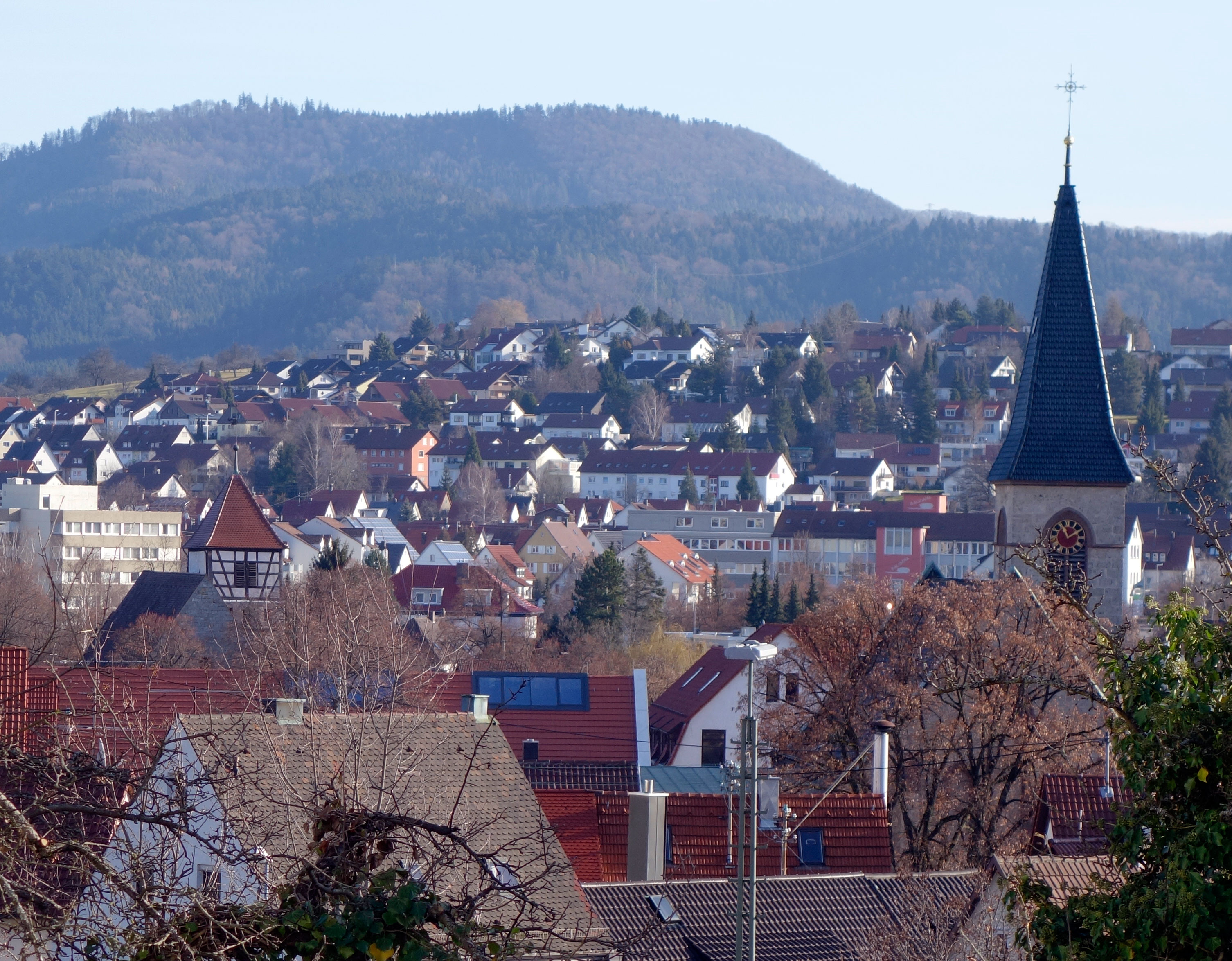
Vista del centro de Balingen.

La ciudad de Balingen (pronunciación en alemán: /ˈbaːlɪŋən/ⓘ) está enclavada en el corazón de la Jura de Suabia, en el suroeste de Alemania. Es capital del Distrito de Zollernnalb, comarca que comparte con la ciudad de Ebingen-Albstadt. Cuenta con 33.000 habitantes y forma parte del Estado federado de Baden-Wurtemberg.

## Historia
Fue por primera vez mencionada en un texto en el año 863. En sus inicios la aldea perteneció al señor de Haigerloch que, en 1162, se lo traspasó al Conde de Hohenberg. En el siglo XIII recibió la carta de ciudad por parte del conde Friedrich der Erlauchte. Por este motivo la ciudad fue en gran parte reconstruida en la ribera izquierda del río Eyach. De esta época datan sus dos monumentos más antiguos; la Stadtkirche o Iglesia de la ciudad hoy conocida como Iglesia Protestante y la Friedhofkirche o Iglesia del Cementerio, construidas ambas en estilo gótico. A principios del siglo XV, en 1403, la ciudad fue vendida al condado de Wurtemberg y nació la comarca homónima. Hasta el siglo XVIII el mayordomo del duque de Wurtemberg fijó su residencia en la ciudad, en un pequeño castillo, parte del cual aún se conserva junto al río. La unificación alemana de 1870 y la consiguiente reordenación territorial no afectaron a Balingen exceptuando la desaparición de la antigua corona de Wurtemberg. Después de la Segunda Guerra Mundial se creó de nueva planta el Estado de Baden-Wurtemberg en el que Balingen pasó a ser capital del Kreis o comarca del mismo nombre. En 1973, y debido al auge de la vecina Ebingen-Albstadt, se conformó el actual Zollernalbkreis del que Balingen sigue siendo capital.

## La ciudad
En la actualidad Balingen es una próspera ciudad de pequeño tamaño pero con una industria local muy potente. Marcas como Bizerba, multinacional que fabrica balanzas y máquinas de corte, o Ideal, líder mundial en material de oficina son buen ejemplo de su pujanza industrial. La ciudad ha crecido ocupando ambas riberas del río Eyach extendiéndose por las colinas que forman su valle hasta alcanzar antiguas aldeas como Frommern, Hesselwangen, Rosswangen o Engslatt. Las comunicaciones son excelentes. Está unida por la autopista A-81 con Stuttgart y con la B-27 con Tubinga y Rottweil. Además, cuenta con estación de ferrocarril atendida por la Deutsche Bahn y la regional Hohenzollerische Landesbahn. La calle principal (Friedrichstrasse) se peatonalizó en los años noventa y está poblada por innumerables comercios, bancos y restaurantes.

## Patrimonio histórico
Balingen sufrió un severo incendio en 1809 que obligó a reconstruir todo el casco urbano. De las llamas se libraron la Iglesia protestante, el castillo y algunos edificios aislados de la ribera del río. La planta de la ciudad antigua se diseñó conforme a las últimas tendencias urbanísticas de principios del siglo XIX y es en forma de damero. De los edificios que quedaron tras el fuego destaca por méritos propios la Iglesia protestante. Tras varios siglos de construcción fue terminada en 1541, fecha en que se remató la torre. Cuenta con un característico carrillón musical y un original reloj de sol en el ábside. El castillo es también reseñable. Fue residencia del mayordomo del rey hasta 1752, fecha en que fue vendido al ayuntamiento de la ciudad. A lo largo de los dos siglos siguientes fue deteriorándose hasta que las autoridades ordenaron su derribo en 1935. De la antigua fortaleza hoy sólo queda la llamada Torre del Agua, que asienta sus cimientos sobre la orilla del Eyach, y un edificio anejo que hoy cobija el Museo de Balanzas de Balingen. Junto al museo se encuentra el Zehntscheuer o Casa del diezmo, una casona de estilo suabo que antaño fue el lugar donde los campesinos de la comarca acudían a dejar el diezmo de la Iglesia, hoy alberga el Heimat Museum, un agradable lugar donde se guardan objetos tradicionales de la ciudad antes de la industrialización.

## Religión
En origen Balingen pertenecía a la diócesis de Constanza. Con la llegada de la Reforma luterana, y dado que se encontraba en el Ducado de Wurtemberg, en 1534 la ciudad pasó a ser protestante. La primera iglesia de Balingen es la actual iglesia del cementerio (Friedhofskirche), mencionada por vez primera en 1255. Posteriormente, en el centro de la villa, se edificó una iglesia de mayores dimensiones en estilo gótico. Esta iglesia, consagrada en 1516 fue primero de confesión católica y posteriormente, tras la Reforma, protestante. En los alrededores todas las pedanías también se unieron a la Reforma a excepción de la de Rosswangen, que se mantuvo fiel al catolicismo. En el siglo XIX los católicos volvieron a residir en la ciudad por lo que se hizo necesario construir un templo que les pudiese atender. En 1899 se levantó la iglesia del Espíritu Santo, de confesión católica al final de la Friedrichstrasse, la calle principal de la ciudad. Junto a esta fueron construidas iglesias católicas en otros lugares del distrito como Frommern (1965) o Engslatt (1966), mientras que la antigua iglesia de Rosswangen se reconstruía en estilo bávaro. Actualmente todas las iglesias de Balingen pertenecen a la diócesis de Rottemburg-Stuttgart.

## Ayuntamiento
Tras las elecciones municipales del 2 de junio de 2009, la composición del ayuntamiento o Gemeinderat de Balingen es la siguiente:
- CDU – 12 escaños
- SPD – 8 escaños
- FDP – 6 escaños
- Freie Wähler – 7 escaños
- Verdes - 4 escaños
- Balinger Frauenliste – 3 escaños

## Pedanías
Las pedanías o stadtteile que forman parte del municipio de Balingen son las siguientes:
- Dürrwangen
- Rosswangen
- Ostdorf
- Engstlatt
- Erzingen
- Frommern
- Zillhausen

## Galería de imágenes

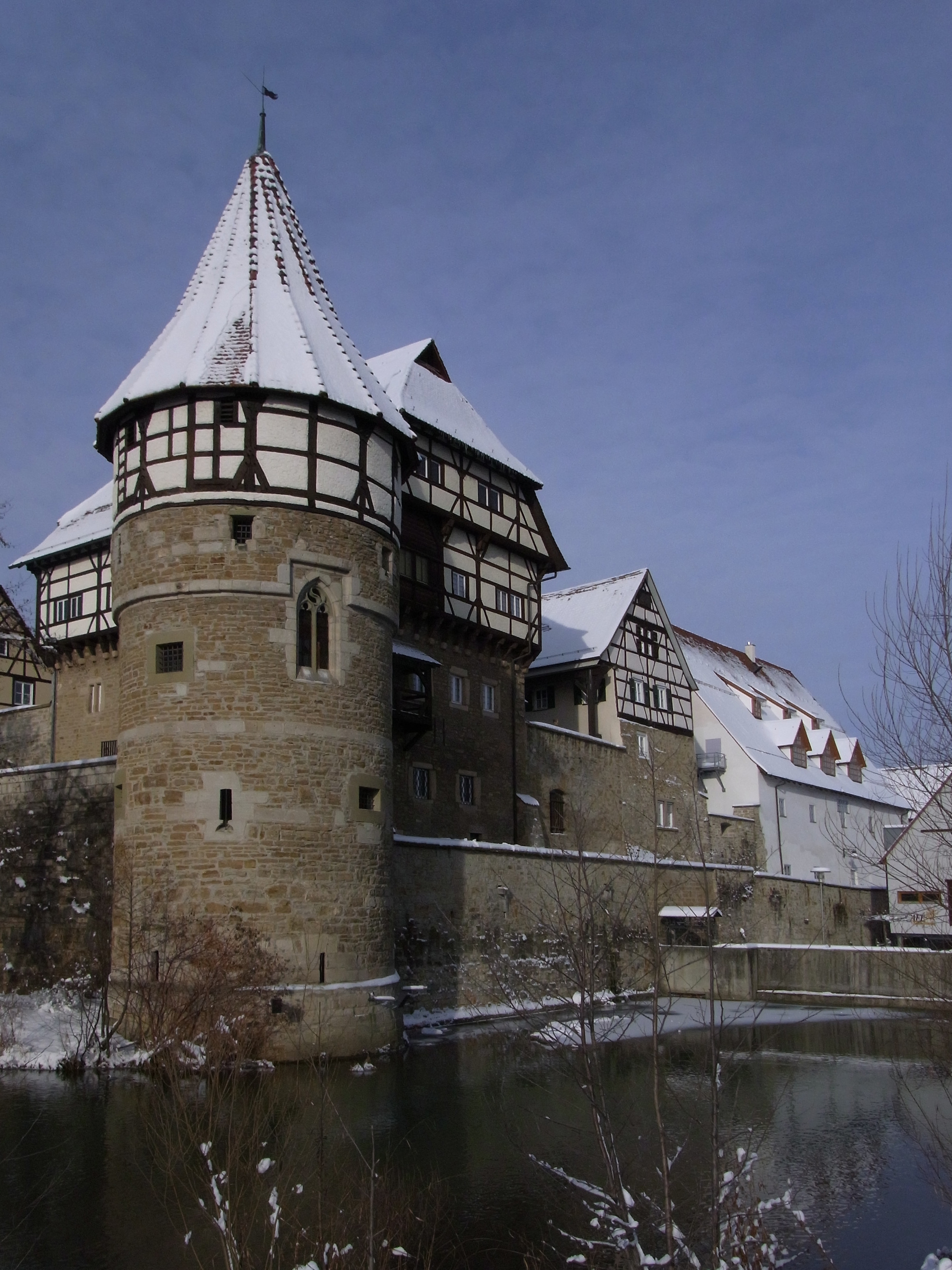
Zollernschloss
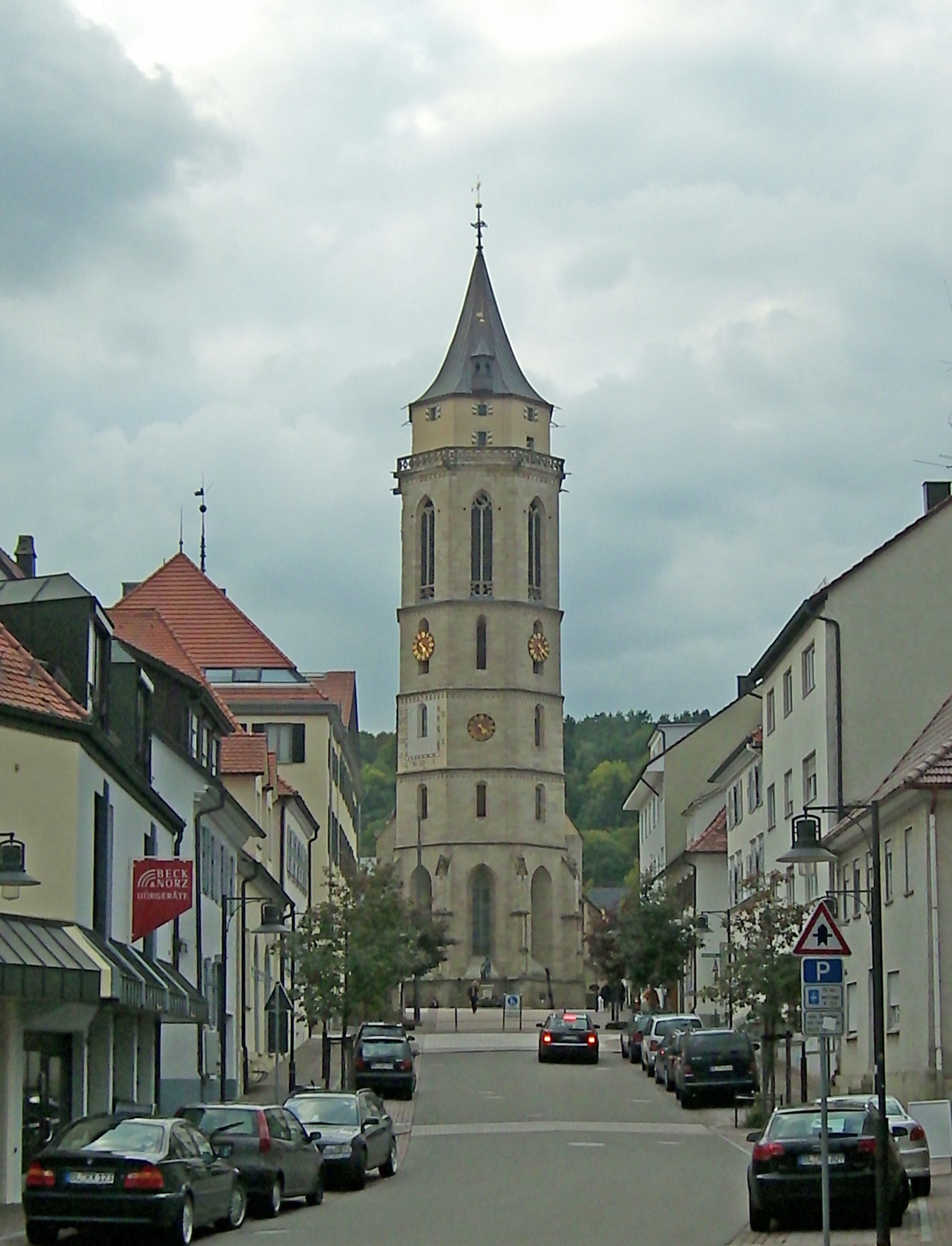
Torre de la iglesia protestante
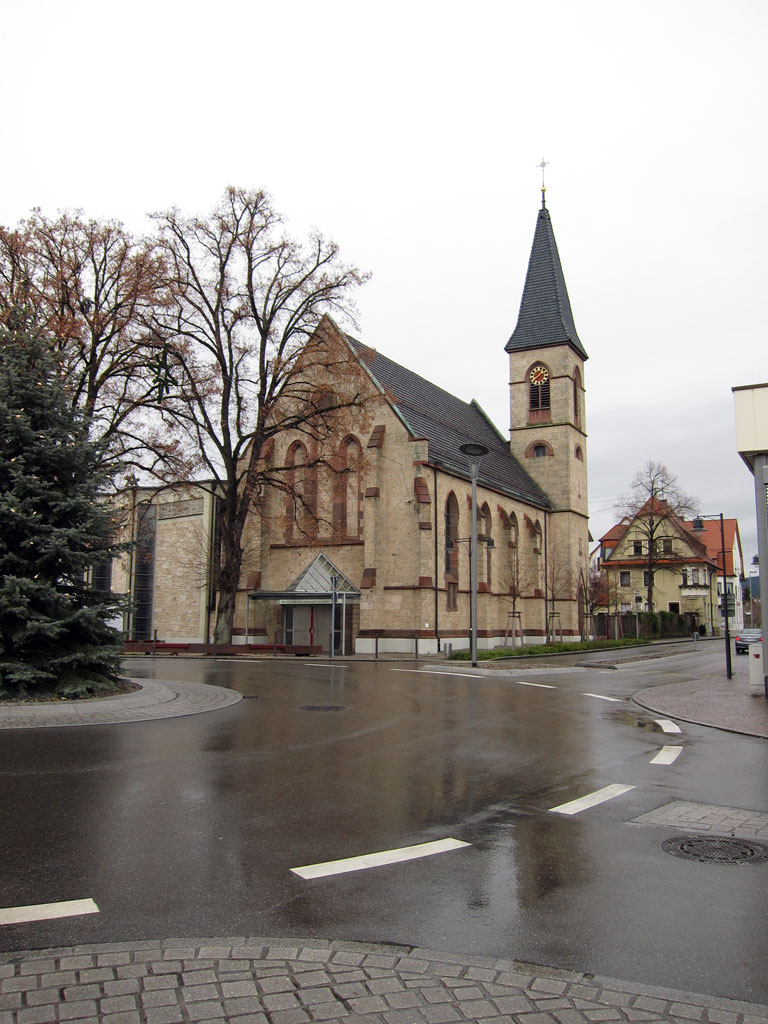
Iglesia católica
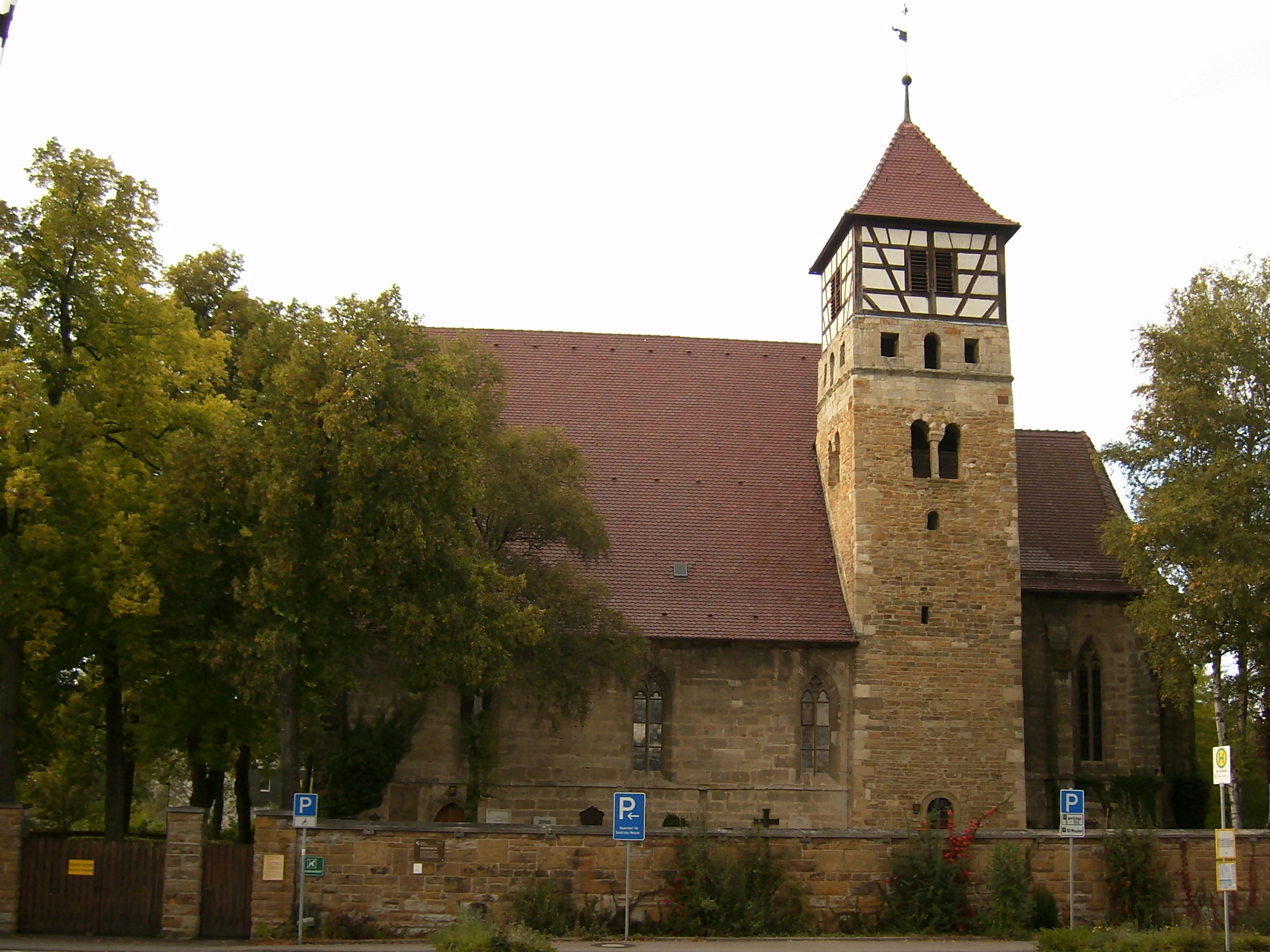
Iglesia del cementerio
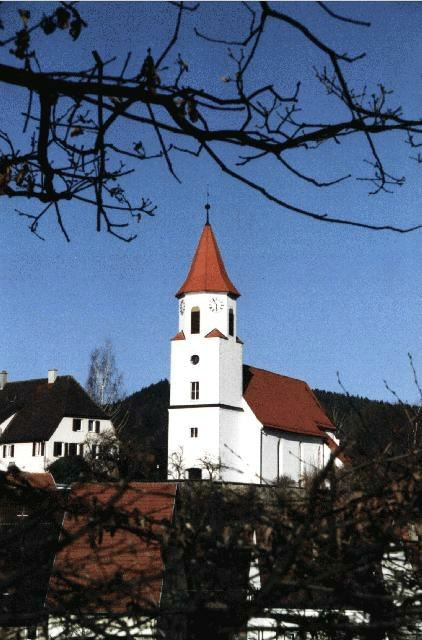
Pedanía de Frommern
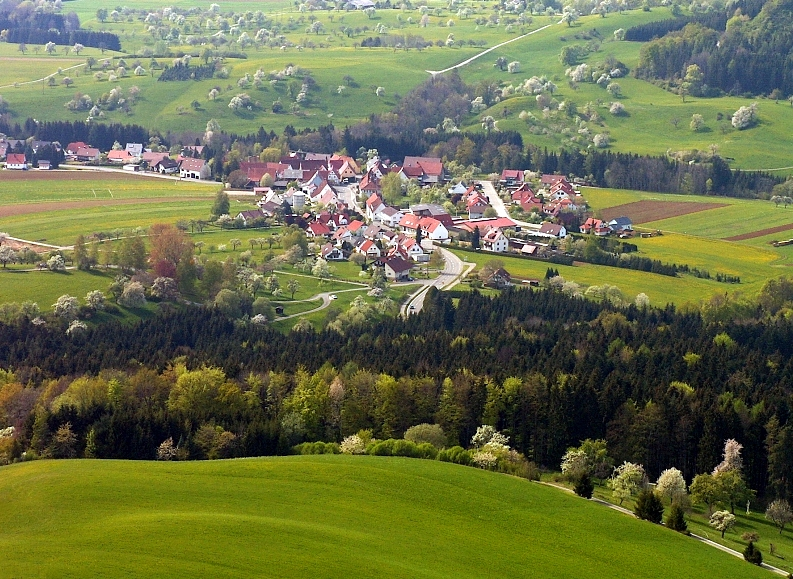
Stockenhausen
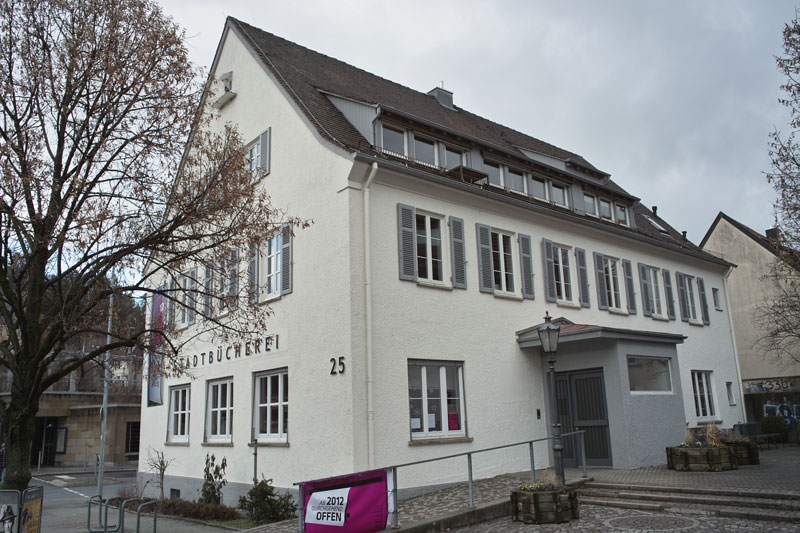
Biblioteca municipal
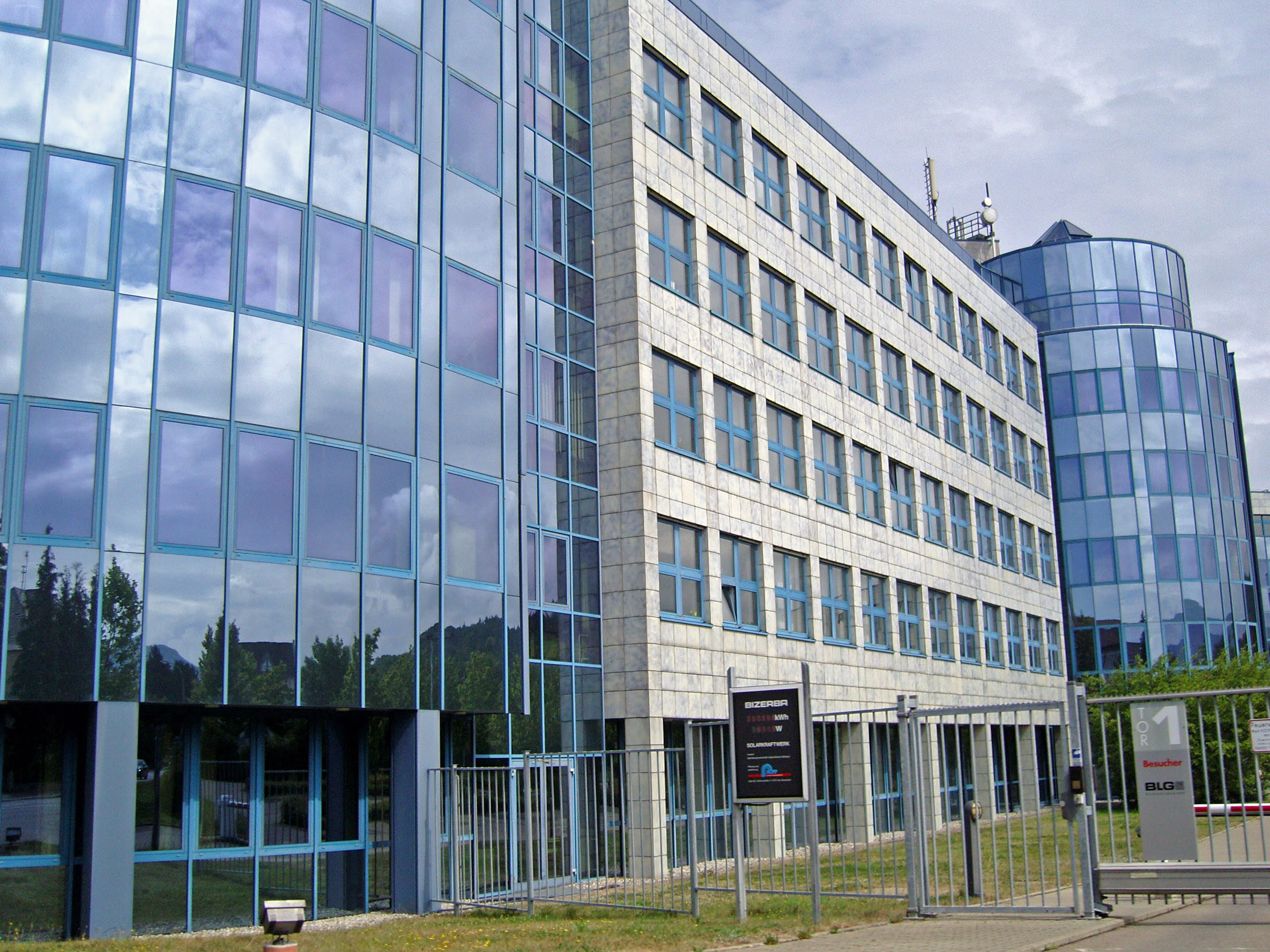
Sede corporativa de Bizerba
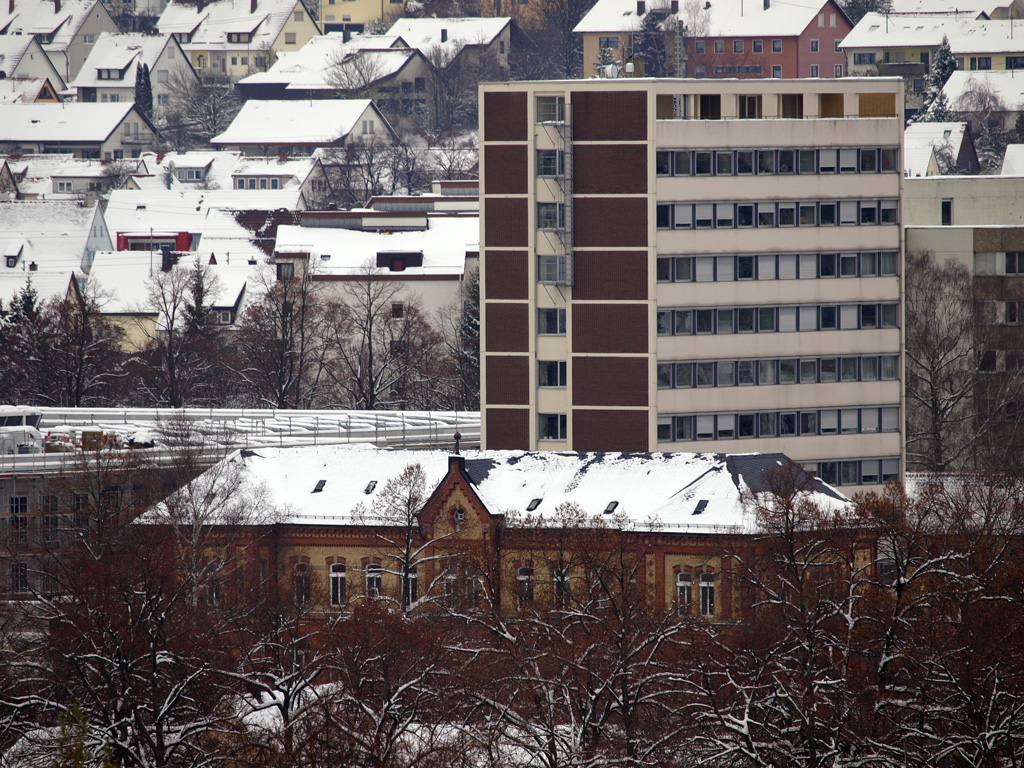
Hospital
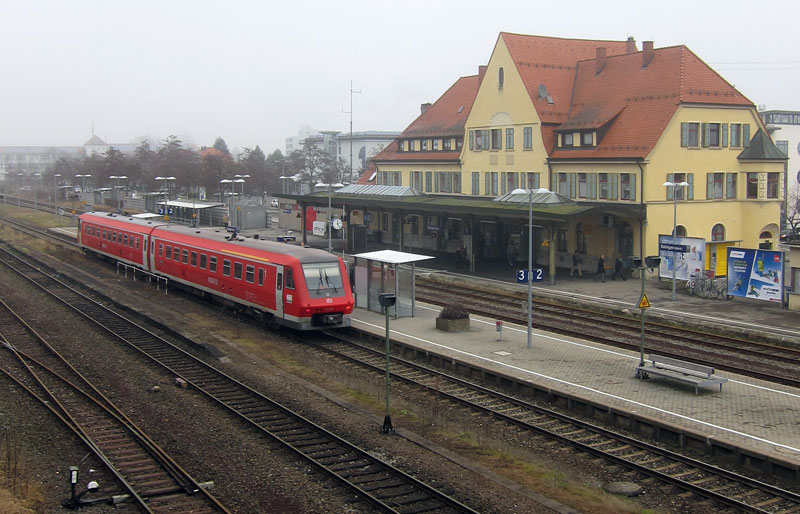
Estación de tren
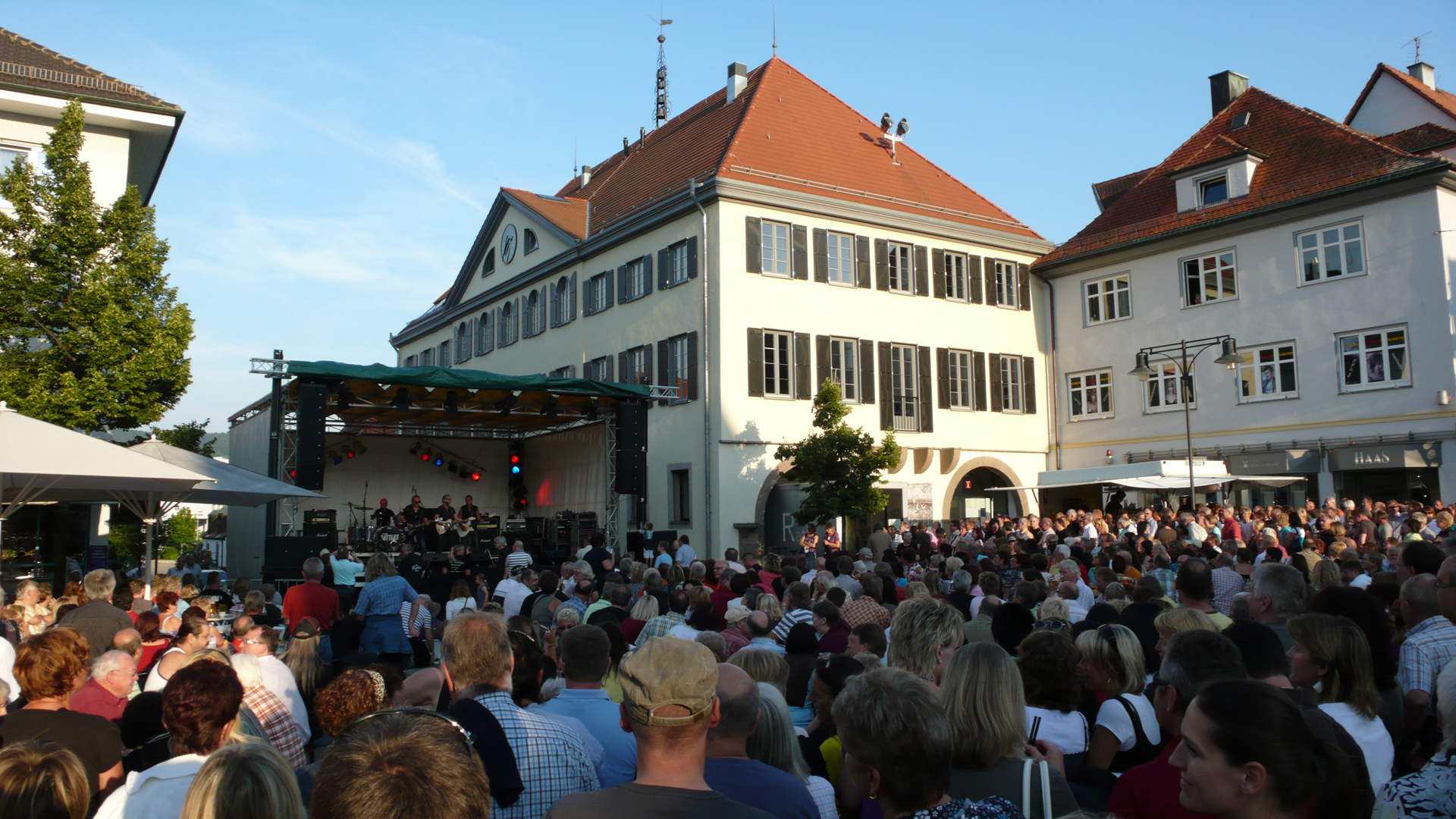
Marktplatz
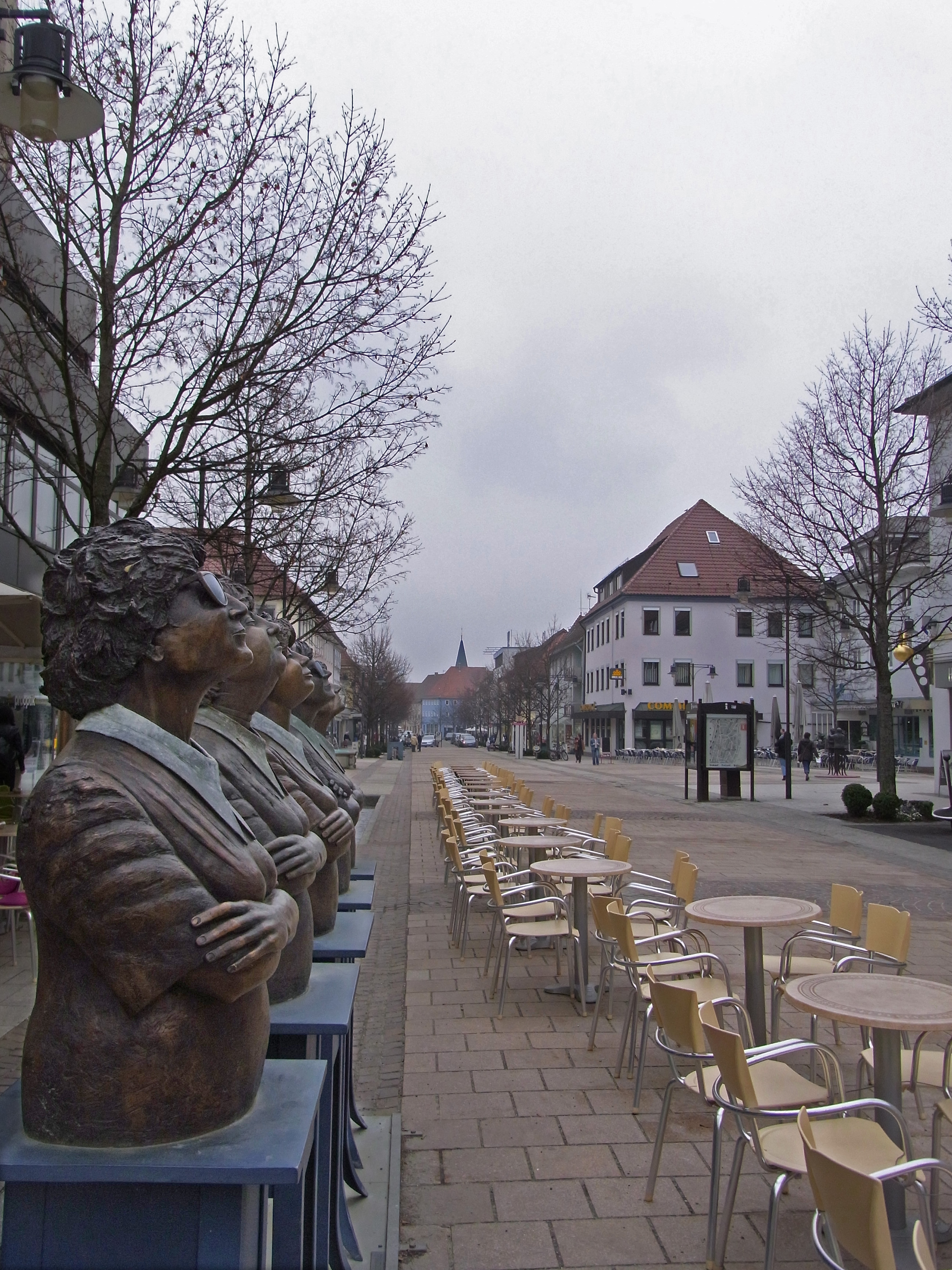
Friedrichstrasse
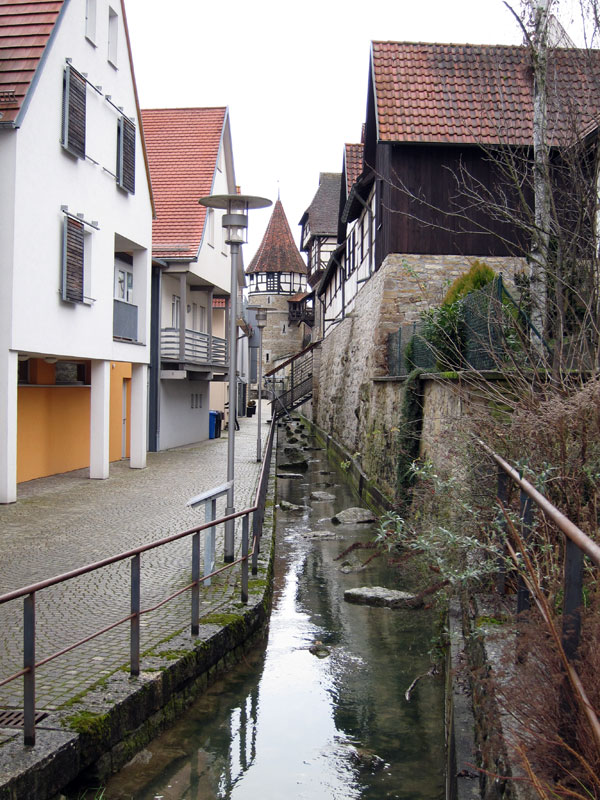
Klein Venedig (Pequeña Venecia)